# КК Беч
КК Беч (енгл. BC Vienna) аустријски је кошаркашки клуб из Беча. Тренутно се такмичи у Бундеслиги Аустрије.

## Историја
Клуб је основан 2001. године. У сезони 2012/13. први пут је освојио титулу националног првака, а потом и у сезони 2021/22. До трофеја у Купу Аустрије стигао је 2022. године. Победник је националног суперкупа за 2015. годину.
У сезони 2013/14. клуб је учествовао у ФИБА Еврочеленџу, али је елиминисан већ у првој групној фази.

## Успеси

### Национални
- Првенство Аустрије:
  - Првак (2): 2013, 2022.
  - Вицепрвак (2): 2015, 2023.
- Куп Аустрије:
  - Победник (1): 2022.
  - Финалиста (2): 2013, 2016.
- Суперкуп Аустрије:
  - Победник (1): 2015.
  - Финалиста (3): 2013, 2022, 2023.

### Међународни
- Алпе Адрија куп:
  - Финалиста (1): 2023.

## Познатији играчи
- Марко Ђурковић
- Драган Зековић
- Ермин Јазвин
- Андре Овенс
- Жарко Ракочевић
- Ненад Шуловић

## Познатији тренери
- Дарко Русо